# Ambassade d'Algérie au Cameroun
L'ambassade d'Algérie au Cameroun est la représentation diplomatique de l'Algérie au Cameroun, qui se trouve à Yaoundé, la capitale du pays.